# إيثينيل إيستراديول
إيثينيل إيستراديول (بالإنجليزية: Ethinylestradiol)‏ اختصاراً (EE)، هو هرمون صناعي عبارة عن دواء من الإستروجين يستخدم على نطاق واسع في حبوب منع الحمل بالاشتراك مع بروجيستين. في الماضي، تم استخدامة على نطاق واسع لمؤشرات مختلفة مثل علاج أعراض سن اليأس، والاضطرابات النسائية، وبعض أنواع السرطان الحساسة للهرمونات. عادة ما يتم تناوله عن طريق الفم ولكن يستخدم أيضًا كحلقة مهبلية.
تتضمن الآثار الجانبية العامة للإيثينيل إستراديول ألم الثدي وتضخمه، والصداع، واحتباس السوائل، والغثيان، وغيرها. عند الرجال، قد يسبب الإيثينيل إستراديول أيضًا حدوث التثدي، والتأنيث بشكل عام، وقصور الغدد التناسلية، والعجز الجنسي. تشمل الآثار الجانبية التي تعتبر نادرة ولكنها خطيرة حدوث الجلطات الدموية، والأذية الكبدية، وسرطان بطانة الرحم.
الإيثينيل إستراديول مركب إستروجيني أو ناهض لمستقبلات الإستروجين، التي تُعد المستهدف الحيوي للإستروجينات مثل الإستراديول. وهو مشتق صنعي للهرمون الإستروجيني الطبيعي المُسمى الإستراديول ويختلف عنه بعدة نواحٍ. بالمقارنة مع الإستراديول، فإن الإيثينيل إستراديول قد حسّن التوفر الحيوي بشكل كبير عندما أُعطي عن طريق الفم، وهو أكثر مقاومة لعملية الأيض (الاستقلاب)، ويُبدي تأثيرات متزايدة نسبيًا في أجزاء معينة من الجسم مثل الكبد والرحم. إن هذه الاختلافات تجعل من الإيثينيل إستراديول أكثر ملاءمة من الإستراديول للاستخدام في حبوب منع الحمل، على الرغم من أنها تؤدي أيضًا إلى زيادة خطر الإصابة بجلطات الدم وبعض الآثار الضارة الأخرى النادرة.
طُّور الإيثينيل إستراديول في ثلاثينيات القرن الماضي وقُدّم للاستخدام الطبي في عام 1943. بدأ استخدام الدواء في حبوب منع الحمل في الستينيات. حاليًا، يُوجد الإيثينيل إستراديول في جميع أشكال حبوب منع الحمل المركبة تقريبًا وهو المركب الإستروجيني الوحيد المُستخدم لهذا الغرض، ما يجعله أحد أكثر المركبات الإستروجينية استخدامًا إن لم يكن أكثرها.

## الاستخدامات الطبية
للإيثينيل إستراديول العديد من الاستعمالات، فهو شائع الاستعمال وسيلةً لتحديد النسل في موانع الحمل الفموية المركبة (سي أو سي)، المعروفة أيضًا باسم حبوب تحديد النسل، بهدف منع حدوث الحمل بعد ممارسة الجنس. لا يُستخدم الإيثينيل إستراديول الموجود على شكل حبوب لمنع الحمل بغرض منع الحمل فقط، بل يمكن استخدامه أيضًا لعلاج انقطاع الحيض، والأعراض في أثناء فترة الحيض، وحب الشباب.
يُستخدم الإيثينيل إستراديول أيضًا علاجًا هرمونيًا بديلًا في سن اليأس. السبب الرئيسي لاستخدام العلاج الهرموني البديل لدى النساء في سن اليأس هو التخفيف من الأعراض الحركية الوعائية الشائعة مثل هبات الحرارة والتعرق الليلي والتورد. وجدت الدراسات أن إعاضة الإستروجين تساعد في تحسين هذه الأعراض عند مقارنتها بالعلاج الوهمي. قد يحسن العلاج الهرموني البديل أعراض سن اليأس الشائعة الأخرى مثل جفاف المهبل (الذي قد يسبب ألمًا في أثناء الجماع)، والحكة المهبلية، والمزاج المكتئب. بالإضافة إلى علاج أعراض سن اليأس، استُخدم الإيثينيل إستراديول من بين عناصر العلاج الهرموني المُؤنِّث للنساء المتحولات جنسيًا. ولكنه لم يعد شائع الاستخدام أو مُوصى به لهذا الغرض، إذ حلّ الإستراديول محله بشكل كبير.
يُمكن استخدام الإيثينيل إستراديول أيضًا لعلاج قصور الغدد التناسلية عند النساء والوقاية من تخلخل العظام عندهن، وقد استُخدم في الرعاية التلطيفية في سرطان البروستات لدى الرجال وسرطان الثدي لدى النساء.
يُعد إعطاء الإيثينيل إستراديول أو هرمون الإستروجين بمفردهما مضاد استطباب لدى النساء اللواتي لم يخضعن لاستئصال الرحم بسبب ازدياد خطر الإصابة بسرطان بطانة الرحم؛ يخفف إعطاء البروجستيرون مع الإستروجين من هذا الخطر.

## مضادات الاستطباب
يجب تجنب استعمال الإيثينيل إستراديول لدى لأفراد الذين لديهم تاريخ أو قابلية معروفة للإصابة بالخثار الشرياني أو الوريدي (الجلطات الدموية)، لأنه يزيد من خطر إصابتهم بأمراض القلب والأوعية الدموية مثل الانصمام الخثاري الوريدي (في تي إي)، واحتشاء العضلة القلبية، والسكتة الدماغية الإقفارية. ويشمل هذا النساء اللواتي لديهن:
- تاريخ إصابة بالخثار الوريدي العميق (دي في تي) أو الانصمام الرئوي (بّي إي) ولا يتناولن مضادات التخثر
- خثار وريدي عميق حاد أو انصمام رئوي حاد
- البقاء دون حركة لفترة طويلة بسبب الخضوع لجراحة كبرى
- الداء السكري المتقدم مع وجود مرض وعائي
- الشقيقة المترافقة مع أورة (نسمة)
- ارتفاع ضغط الدم ≥160/100
- مرض وعائي
- إصابة حالية أو سابقة بالداء القلبي الإقفاري
- عوامل خطر متعددة للمرض القلبي الوعائي الناجم عن التصلب العصيدي (مثل التقدم في السن، والتدخين، والسكري، وارتفاع ضغط الدم، وانخفاض مستوى البروتين الدهني مرتفع الكثافة (إتش دي إل)، وارتفاع مستوى البروتين الدهني منخفض الكثافة (إل دي إل)، وارتفاع مستوى الشحوم الثلاثية)
- العمر ≥35 والتدخين ≥15 سيجارة/يوم
- تاريخ إصابة بحادث وعائي دماغي
- ذئبة حمامية جهازية مع أضداد مضادة للفوسفوليبيد إيجابية (أو غير معروفة)
- داء قلبي صمامي مختلط

باستثناء استخدامه لعلاج سرطان الثدي، يجب على النساء المصابات بسرطان الثدي الحالي تجنب استخدام الإيثينيل إستراديول بسبب وجود احتمال لتدهور سير المرض.
يجب تجنب إعطاء الإيثينيل إستراديول أيضًا للنساء المرضعات اللائي لم يمضِ على ولادتهن أكثر من 21 يومًا بسبب ارتفاع خطر الإصابة بالانصمام الخثاري الوريدي. يجب مناقشة استخدام الإيثينيل إستراديول لدى النساء المرضعات اللائي لم يمضِ على ولادتهن أكثر من 21 يومًا مع مقدم الرعاية، ويجب أن يتضمن ذلك معلومات حول فوائد الإيثينيل إستراديول ومضاره وبدائله.
نظرًا إلى خطر حدوث السمية الكبدية الناتجة عن الركود الصفراوي، فمن المعتقد على نطاق واسع أنه يجب تجنب إعطاء موانع الحمل الفموية المركبة التي تحتوي على الإيثينيل إستراديول للنساء اللواتي لديهن تاريخ إصابة بالركود الصفراوي داخل الكبد في أثناء الحمل، والأورام الكبدية، والتهاب الكبد، والعيوب العائلية في الإفراغ الصفراوي.

## التداخلات الدوائية
يُستقلب الإيثينيل إستراديول بواسطة بعض الأشكال الإسوية من السيتوكروم بي450، بما فيها السيتوكروم 3إيه4 والسيتوكروم 2سي9. وبالتالي، فإن محفزات الإنزيمات مثل السيتوكروم 3إيه4 قد تقلل من تراكيز الإيثينيل إستراديول الجائلة في الدوران الدموي. تتضمن الأمثلة عن المحفزات مضادات الاختلاج مثل الفينيتوين، والبريميدون، والإيثوسوكسيميد، والفينوباربيتال، والكاربامازيبين؛ ومضادات الفطريات من صنف الآزولات مثل الفلوكونازول؛ والمضادات الحيوية من مجموعة الريفامايسين مثل الريفامبين (الريفامبيسين). على العكس من ذلك، قد تؤدي مثبطات السيتوكروم 3إيه4 وإنزيمات السيتوكروم بي450 الأخرى إلى زيادة مستويات الإيثينيل إستراديول في الدوران الدموي. مثال على ذلك الترولياندوميسين، وهو مثبط قوي وانتقائي للغاية للسيتوكروم 3إيه4.
وُجد أن الباراسيتامول (الأسيتامينوفين) يثبط بشكل تنافسي كَبْرَتة الإيثينيل إستراديول، وأن المعالجة المسبقة بـ1000 ملغ من الباراسيتامول تزيد بشكل كبير من مستويات الإيثينيل إستراديول الموجودة في المنطقة تحت المنحنى (بنسبة 22%) وتقلل من مستويات كبريتات الإيثينيل إستراديول (كبريتات إي إي) الموجودة في المنطقة تحت المنحنى عند النساء. اكتُشف حدوث الأمر ذاته بالنسبة إلى حمض الأسكوربيك (فيتامين ج) والإيثينيل إستراديول، ولكن أهمية هذا التداخل اعتُبرت مثارًا للجدل.
على عكس الإستراديول، من غير المحتمل أن يكون هناك تداخل في الحركية الدوائية بين التدخين (الذي يحفز بشكل فعال إنزيمات معينة من السيتوكروم بي450 ويزيد بشكل ملحوظ هدركسلة الإستراديول في الموقع 2) والإيثينيل إستراديول. يشير هذا إلى أن استقلاب الإستراديول والإيثينيل إستراديول يجري بواسطة إنزيمات مختلفة من السيتوكروم بي450. ومع ذلك، هناك خطر متزايد لحدوث مضاعفات قلبية وعائية الدموية عند التدخين وتناول الإيثينيل إستراديول، على غرار التدخين وتناول مركبات إستروجينية أخرى.
وُجد أن بروجستينات 19-نورتستوستيرون، والجستودين، وبدرجة أقل منهما الديسوجيستريل، تثبط إنزيمات السيتوكروم بي450 وتثبيط تدريجيًا استقلاب الإيثينيل إستراديول وتزيد من تراكيزه.
وُجد أن الإيثينيل إستراديول يزيد بشكل ملحوظ (بنسبة 38%) المساحة تحت المنحنى الخاصة بالأوميبرازول (الذي يُستقلب بواسطة السيتوكروم 2سي19).